# Karawane (1942)
Karawane (Originaltitel: Una signora dell’Ovest) ist ein italienischer Western aus dem Jahr 1942, den Carl Koch inszenierte. Nach dem Krieg nicht im deutschen Sprachraum gezeigt, lief er ab dem 23. Juli 1943 unter dem Titel Karawane in Synchronfassung in deutschen Kinos während des Zweiten Weltkrieges. Die Geschichte basiert auf dem Roman La Dame de l’Ouest von Pierre Benoit.

## Handlung
Arianna arbeitet als Varieté-Sängerin an der Ostküste der Vereinigten Staaten, wünscht aber ein anderes Leben an der Seite von Diego. Sie heiraten und machen sich auf den Weg nach Westen mit einem Wagenzug, der teilweise von dem Rancher Evans finanziert wird. Dessen Sohn Manuel, der mit Diego befreundet ist, nimmt auch teil. Ursprünglich planten Diego und Arianna an die Westküste zu gehen, ändern aber ihre Pläne auf Anraten von Manuel und begleiten ihn in den Wilden Westen zu Carras, der von vielen Anbietern im Umland eingefangene Mustangs weiterverkauft. 
Diego und Arianna haben mit ihrer neuen Tätigkeit im fiktiven Ort Catarona Erfolg und können dank Carras gut verdienen. Allerdings verlieben sich sowohl Carras als auch Manuel in Arianna. 
Carras lässt Diego töten und lenkt den Verdacht auf Manuel, außerdem umgarnt er Arianna, die sich, ohne von seinen Machenschaften zu ahnen, ihm nähert. Als Carras bei einer Schießerei tödlich verwundet wird, gesteht er Arianna die Wahrheit und sie macht sich auf die Suche nach Manuel. Der hat in der Zwischenzeit geheiratet; Arianna wird ihr Leben in Einsamkeit weiterführen.

## Kritik
Guglielmina Setti schrieb im Februar 1942: „Der gut gemachte Film hat den schweren Fehler, in ferner und exotischer Gegend zu spielen; denn dann geraten unsere Produzenten leicht in die Gefahr, dass das sehr melodramatisch wird, und diese Gefahr war für diesen Film viel zu stark.“
Giuseppe De Santis zum Film: „Koch fehlt der Mut, den Film unter unseren einheimischen Viehzüchtern, den Buteri, spielen zu lassen und damit die Geschichte realistischer zu gestalten. Das irritierendste an diesem Film sind auch die Papphintergründe und die allgemein etwas barocke Atmosphäre. Allerdings können wir Koch ernsthaftes Engagement nicht absprechen.“

## Bemerkungen
Regisseur Koch firmierte unter dem italienisierten Vornamen Carlo. Die Außenaufnahmen fanden in Ciociaria statt, Innenaufnahmen in den Sets der Produktionsfirma.